# زيفانج
زيفانج Zeevang  هي مدينة وبلدية سابقة بمقاطعة شمال هولندا، هولندا. منذ عام 2016 أصبحت جزءاً من بلدية إدام- فولندام.

## طوبوغرافيا
خريطة طوبوغرافية هولندية لمدينة زيفانج، سبتمبر 2014.